# 에스터레이스

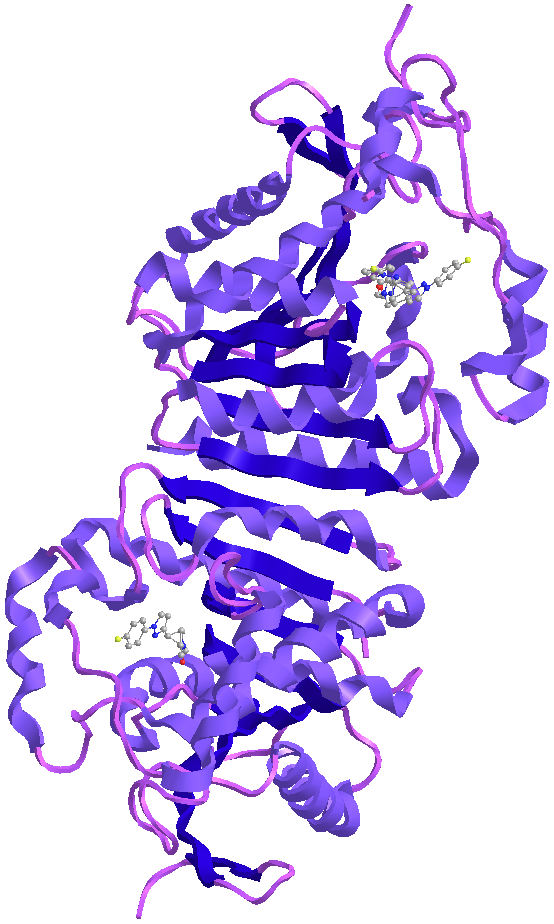

에스터레이스(영어: esterase)는 가수분해라고 불리는 물과의 화학 반응에서 에스터를 산과 알코올로 분해하는 반응을 촉매하는 가수분해효소이다. 에스터가수분해효소라고도 한다.
기질 특이성, 단백질 구조 및 생물학적 기능이 다른 다양한 에스터레이스가 존재한다.

## EC 분류/효소의 목록
- - 아세틸에스터레이스 (EC 3.1.1.6) – 아세틸기를 가수분해하는 반응을 촉매한다.
    - 콜린에스터레이스
      - 아세틸콜린에스터레이스 – 신경전달물질인 아세틸콜린을 비활성화시키는 반응을 촉매한다.
      - 슈도콜린에스터레이스 – 광범위한 기질 특이성을 가지고 있으며, 혈장 및 간에서 발견된다.

  - 펙틴에스터레이스 (EC 3.1.1.11) – 과일 주스를 맑게 만들 수 있다.
- EC 3.1.2: 싸이오에스터가수분해효소
  - 싸이오에스터레이스
    - 유비퀴틴 카복시 말단 가수분해효소 L1
- EC 3.1.3: 인산 모노에스터 가수분해효소
  - 인산가수분해효소 (포스파테이스) (EC 3.1.3.x) – 인산 모노에스터를 인산염 이온과 알코올로 가수분해하는 반응을 촉매한다.
    - 알칼리성 인산가수분해효소 – 뉴클레오타이드, 단백질, 알칼로이드를 비롯한 여러 유형의 분자에서 인산기를 제거하는 반응을 촉매한다.
    - 포스포다이에스터레이스 (PDE) – 2차 전령인 cAMP를 비활성화시키는 반응을 촉매한다.
      - cGMP 특이적 포스포다이에스터레이스 5 – 실데나필(비아그라)에 의해 저해된다.

  - 과당 1,6-이중인산가수분해효소 (EC 3.1.3.11) – 포도당신생합성에서 과당 1,6-이중인산을 과당 6-인산으로 전환하는 반응을 촉매한다.
- EC 3.1.4: 인산 다이에스터 가수분해효소
- EC 3.1.5: 삼인산 모노에스터 가수분해효소
- EC 3.1.6: 황산 에스터 가수분해효소 (설파테이스)
- EC 3.1.7: 이인산 모노에스터 가수분해효소
- EC 3.1.8: 인산 트라이에스터 가수분해효소
- 엑소뉴클레이스 (디옥시리보뉴클레이스 및 리보뉴클레이스)
  - EC 3.1.11: 엑소디옥시리보뉴클레이스 – 5'-포스포모노에스터를 생성한다.
  - EC 3.1.13: 엑소리보뉴클레이스 – 5'-포스포모노에스터를 생성한다.
  - EC 3.1.14: 엑소리보뉴클레이스 – 3'-포스포모노에스터를 생성한다.
  - EC 3.1.15: 엑소뉴클레이스 – 엑소디옥시리보뉴클레이스 및 엑소리보뉴클레이스의 활성을 둘 다 가자고 있다.
- 엔도뉴클레이스 (디옥시리보뉴클레이스 및 리보뉴클레이스)
  - 엔도디옥시리보뉴클레이스
  - 엔도리보뉴클레이스
  - 엔도디옥시리보뉴클레이스 및 엔도리보뉴클레이스의 활성을 둘 다 가지고 있는 효소

## 같이 보기
- 효소
- 가수분해효소
- 효소의 목록 (영어)
- 카복실산
- 에스터
- 백혈구 에스터레이스
- 헤마글루티닌 에스터레이스
- 뉴클레이스
- 라이페이스
- 돼지 간 에스터레이스를 사용한 비대칭 에스터 가수분해